# Сивас
Сивас (на турски: Sivas) е град в Източноцентрална Турция, административен център на едноименния вилает Сивас. Град Сивас е с население от 296 402 жители (2007 г.). Пощенският му код е 58XXX. Разположен е на 1285 м надморска височина.

## Личности
Родени в Сивас
- Гарабед Ампигян, македоно-одрински опълченец, 19-годишен, касапин, ІІІ отделение, 12 лозенградска дружина[1]
- Саркис Агоп, македоно-одрински опълченец, 13 кукушка дружина[2]